# Gągolin
Gągolin – wieś w Polsce, położona w województwie świętokrzyskim, w powiecie sandomierskim, w gminie Łoniów.
| SIMC    | Nazwa      | Rodzaj    |
| ------- | ---------- | --------- |
| 0797748 | Przewoźnik | część wsi |
| 0797754 | Soczówka   | część wsi |

W latach 1975–1998 miejscowość administracyjnie należała do województwa tarnobrzeskiego.
Miejscowa ludność katolicka przynależy do Parafii św. Józefa w Chodkowie Nowym.